# Alexander Sell
Alexander Heribert Sell (ur. 25 listopada 1980 w Moguncji) – niemiecki polityk i filozof, deputowany do Parlamentu Europejskiego X kadencji.

## Życiorys
Studiował filozofię na uczelniach w Berlinie i Paryżu. W ramach Programu Fulbrighta odbył też staż naukowy na Uniwersytecie Harvarda. W 2019 obronił doktorat z zakresu teorii polityki i historii idei na Uniwersytecie Humboldtów w Berlinie.
W 2013 wstąpił do Alternatywy dla Niemiec. Od 2017 był współpracownikiem deputowanego do Bundestagu, a w 2021 został doradcą AfD w berlińskiej Izbie Deputowanych. W 2024 wybrano go na deputowanego do Europarlamentu X kadencji. W tym samym roku objął funkcję przewodniczącego nowo powstałej europejskiej partii politycznej pod nazwą Europa Suwerennych Narodów.